# Warau Salesman
Warau Salesman (笑ゥせぇるすまん) est un jeu vidéo de type visual novel sorti en 1993 sur Mega-CD. Le jeu a été développé par Compile et édité par Sega. Il est uniquement sorti au Japon. Il s'agit d'une adaptation du manga The Laughing Salesman.